# Liste der Monuments historiques in Cannes
Die Liste der Monuments historiques in Cannes führt die Monuments historiques in der französischen Stadt Cannes auf.

## Liste der Bauwerke
| Bezeichnung                                  | Beschreibung | Standort                                                                            | Kennzeichnung | Schutzstatus | Datum | Bild           |
| -------------------------------------------- | ------------ | ----------------------------------------------------------------------------------- | ------------- | ------------ | ----- | -------------- |
| Festungsturm der Abtei Lérins                |              | Île Saint-Honorat Îles de Lérins (Lage)                                             | PA00080693    | Classé       | 1840  | weitere Bilder |
| Kapelle Saint-Sauveur                        |              | Île Saint-Honorat Îles de Lérins (Lage)                                             | PA00080691    | Classé       | 1886  | weitere Bilder |
| Kapelle La Trinité                           |              | Île Saint-Honorat Îles de Lérins (Lage)                                             | PA00080692    | Classé       | 1886  | weitere Bilder |
| Fours à boulets des îles de Lérins           |              | Île Saint-Honorat Îles de Lérins (Lage)                                             | PA00080694    | Classé       | 1908  | weitere Bilder |
| Fort royal de l’île Sainte-Marguerite        |              | Île Sainte-Marguerite Îles de Lérins (Lage)                                         | PA00080696    | Classé       | 1927  | weitere Bilder |
| Batterie de la Convention                    |              | Île Sainte-Marguerite Îles de Lérins (Lage)                                         | PA00080695    | Classé       | 1933  | weitere Bilder |
| Tour du Suquet                               |              | Place de la Castre Le Suquet (Lage)                                                 | PA00080689    | Classé       | 1937  | weitere Bilder |
| Kapelle Sainte-Anne                          |              | Place de la Castre Le Suquet (Lage)                                                 | PA00080689    | Classé       | 1937  | weitere Bilder |
| Kirche Notre-Dame-de-l’Espérance             |              | Place de la Castre Le Suquet (Lage)                                                 | PA00080689    | Classé       | 1937  | weitere Bilder |
| Villa Rothschild                             |              | 7, avenue Jean-de-Noailles La Croix-des-Gardes (Lage)                               | PA00080690    | Classé       | 1991  | weitere Bilder |
| Chapelle de la Miséricorde                   |              | Rue Forville Le Suquet (Lage)                                                       | PA00080688    | Inscrit      | 1933  | weitere Bilder |
| Hôtel Carlton                                |              | 58, boulevard de la Croisette Rue du Canada Rue François-Einery La Croisette (Lage) | PA00080929    | Inscrit      | 1989  | weitere Bilder |
| Musikpavillon                                |              | Rue Félix-Faure Promenade de la Pantiero (Lage)                                     | PA00080930    | Inscrit      | 1990  | weitere Bilder |
| Park und Gärten von Champfleuri              |              | 44 bis 48, avenue du Roi Albert Ier et 14 bis 30, avenue de la Favorite (Lage)      | PA00080931    | Inscrit      | 1990  |                |
| Villa Domergue                               |              | Impasse Fiesole Avenue Fiesole (Lage)                                               | PA00080954    | Inscrit      | 1990  |                |
| Château Vallombrosa und Park                 |              | 6, avenue Jean-de-Noailles (Lage)                                                   | PA00125702    | Inscrit      | 1993  | weitere Bilder |
| Villa Romée                                  |              | 5, esplanade du Golfe (Lage)                                                        | PA00132714    | Inscrit      | 1994  |                |
| Monument aux morts de la guerre de 1914–1918 |              | Allées de la Liberté Promenade de la Pantiero (Lage)                                | PA06000036    | Inscrit      | 2010  | weitere Bilder |

## Liste der Objekte
- Monuments historiques (Objekte) in Cannes in der Base Palissy des französischen Kultusministeriums